# Outline Vinduer A/S
Outline Vinduer A/S er en dansk virksomhed, der laver dansk-producerede vinduer og døre. Selskabet ligger i Farsø og beskæftiger ca. 300 medarbejdere. Outline er en del af Inwido-koncernen.